# Jevik
Jevik (em cirílico: Јевик) é uma vila da Sérvia localizada no município de Sjenica, pertencente ao distrito de Zlatibor. A sua população era de 33 habitantes segundo o censo de 2011.

## Demografia
| 1948 | 1953 | 1961 | 1971 | 1981 | 1991 | 2002 | 2011 |
| ---- | ---- | ---- | ---- | ---- | ---- | ---- | ---- |
| 91   | 98   | 92   | 74   | 73   | 65   | 60   | 33   |